# زبان‌های دوسون
زبان‌های دوسون (دوسونی) گروهی از زبان‌ها هستند که توسط مردم بیسایا و دوسون (شامل کادازان و رونگوس) و مردمان وابسته در ایالت صباح مالزی در بورنئو صحبت می‌شوند.

## زبان‌ها
زبان‌های دوسون به شرح زیر طبقه‌بندی می‌شوند.
- بیسایا-لوتود: برونئی بیسایا، صباح بیسایا، لوتود
- دوسون: دوسون مرکزی – کادازان ساحلی، کویجاو، پاپار، لابوک-کیناباتانگ کادازان، کوتا مارودو تالانتانگ، کیماراگانگ – تبلونگ – رونگوس، رودخانه کلیاس کادازان

دامپاها نیز متعلق به اینجا فرض می‌شوند.
همه زبان‌هایی که مردم دوسون به آن‌ها صحبت می‌کنند، به این گروه تعلق ندارند. زبان‌های باریتو شرقی که خود شامل چندین زبان است نیز «دوسون» نامیده می‌شوند.